# Гуляницкий, Николай Феодосьевич
Никола́й Феодо́сьевич Гуляни́цкий (1927—1995) — историк архитектуры и градостроительства. Работал в НИИТАГ. В 2000 году (посмертно) за издание «Русское градостроительное искусство» в 4-х томах стал лауреатом Государственной премии РФ.
Написанная им «История архитектуры» выдержала несколько переизданий.
Круг научных интересов: история архитектуры и градостроительства.
Изучаемый период: X—XIX вв.

## Основные научные публикации
- Гуляницкий Н. Ф. Традиции классики и черты ренессанса в архитектуре Москвы XV—XVII вв. // Архитектурное наследство, 1978
- Гуляницкий Н. Ф. О композиции зданий в ансамблевой застройке Москвы периода классицизма // Архитектурное наследство, 1975